# فلاستيميل بابولا
فلاستيميل بابولا Vlastimil Babula (ولد في 2 أكتوبر 1973 في أوهرسكي برود) لاعب تشيكي يحمل لقب أستاذ كبير.

## إنجازات
- فاز ببطولة التشيك للشطرنج عام 1993.
- فاز بالمركز الثاني في بطولة العالم للشباب في عام 1993.
- فاز مناصفةً في عام 2007 ببطولة التشيك المفتوحة للشطرنج مع فيكتور لازنشكا.
- شارك في كأس العالم للشطرنج عام 2011، لكنه هزم في الجولة الأولى أمام زاهار إفيمنكو.

## تصنيف إيلو
- بلغ تصنيف إيلو خاصته 2555 نقطة في يناير 2018.
- بلغ أفضل تصنيف إيلو 2608 نقطة في أكتوبر 2008.

## روابط خارجية
- فلاستيميل بابولا على موقع الاتحاد الدولي للشطرنج (الإنجليزية)
- فلاستيميل بابولا على موقع مباريات الشطرنج (الإنجليزية)
- فلاستيميل بابولا على موقع 365Chess.com (الإنجليزية)
- فلاستيميل بابولا على موقع Chesstempo.com (الإنجليزية)
- فلاستيميل بابولا سجل أولمبياد الشطرنج على موقع OlimpBase.org (الإنجليزية)